# NumPy
NumPy (pronunciado/ˈnʌmpaɪ/ ou, por vezes, /ˈnʌmpi/  ) é uma biblioteca para a linguagem de programação Python, que suporta o processamento de grandes, multi-dimensionais arranjos e matrizes, juntamente com uma grande coleção de  funções matemáticas de alto nível  para operar sobre estas matrizes.  O ancestral do NumPy, o Numeric, foi originalmente criado por Jim Hugunin com contribuições de vários outros desenvolvedores. Em 2005, Travis Oliphant criou o NumPy incorporando recursos do Numarray concorrente no Numeric, com extensas modificações. NumPy é um software de código aberto e tem muitos colaboradores.

## História
A linguagem de programação Python não foi originalmente projetada para computação numérica, mas atraiu a atenção da comunidade científica e de engenharia desde o início. Em 1995, o grupo de interesse especial (SIG) matrix-sig foi fundado com o objetivo de definir um pacote de computação de arrays; entre seus membros estava o designer e mantenedor do Python, Guido van Rossum, que estendeu a sintaxe do Python (em particular a sintaxe de indexação ) para tornar a computação de arrays mais fácil.